# Języki mikronezyjskie

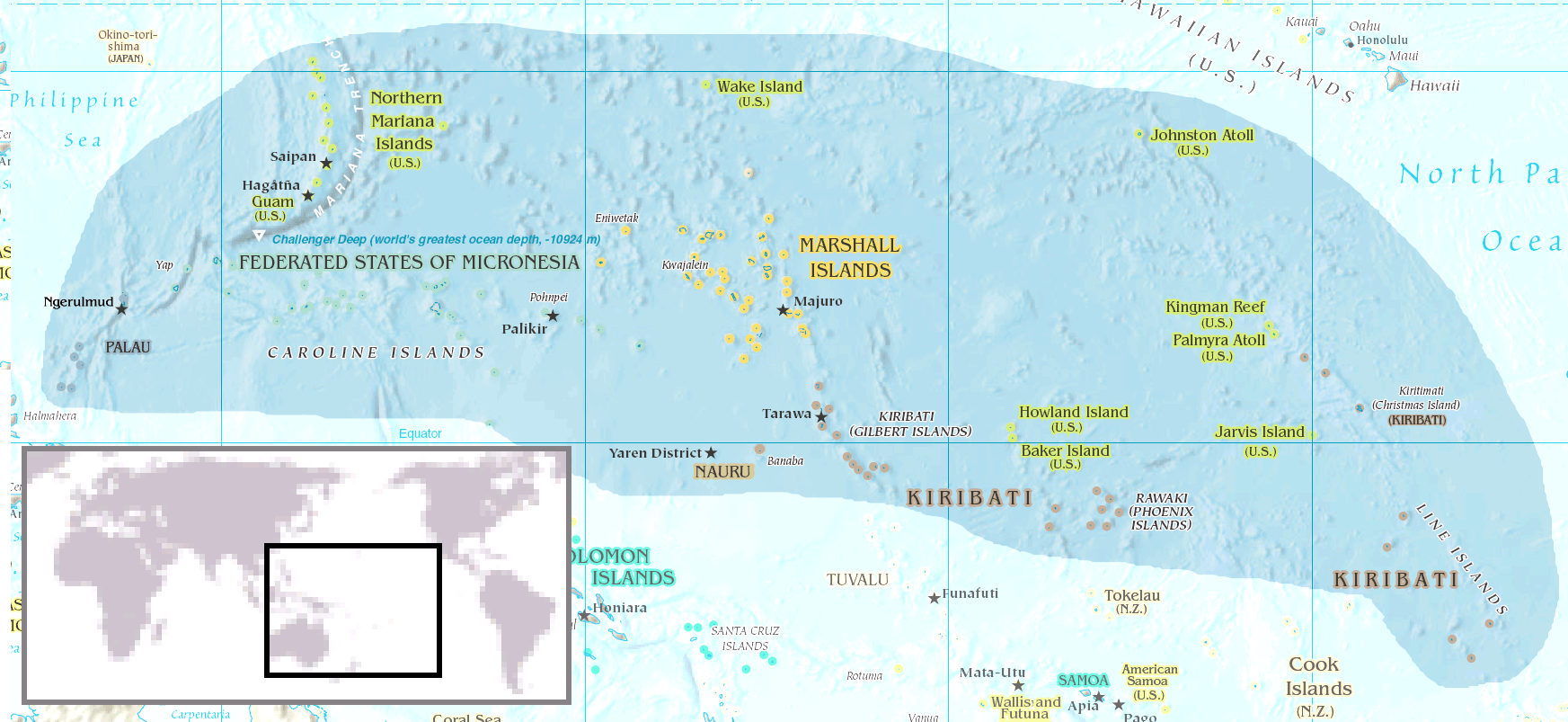
Mapa przedstawiająca wyspy Oceanii

Języki mikronezyjskie – grupa języków oceanicznych (wschodnioaustronezyjskich) z rodziny języków austronezyjskich, którymi posługuje się ok. 170 tys. rdzennych mieszkańców wysp Oceanii. 
Klasyfikacja języków oceanicznych:
języki austronezyjskie
języki malajsko-polinezyjskie
języki malajsko-polinezyjskie centralno-wschodnie
języki malajsko-polinezyjskie wschodnie
języki oceaniczne (2,2 mln)
języki mikronezyjskie (170 tys.)
- gilbertański (tungaru) (72 tys.)
- japskie

- jap (yap) (7,4 tys.)
- ngulu (50 os.)

- kusaie (kosrae) (9 tys.)
- mariański (czamorro) (95 tys.)
- marszalski (ebon) (55 tys.)
- nauru (6 tys.)
- palauańskie

- angaur (ngeaur) (190 os.)
- palau (belau) (19 tys.)

- ponapeńskie

- kapingamarangi (kirinit) (3 tys.)
- mokil (mwoakilloa) (1,5 tys.)
- ngatik (sapwuahfik) (700 os.)
- nukuoro (1 tys.)
- pingelap (3 tys.)
- ponape (pohnpei) (31 tys.)

- trukańskie

- karoliński (refaluwasz) (2,6 tys.)
- mortlock (nomoi) (5,9 tys.)
- namonuito (magur) (940 os.)
- paafang (1,3 tys.)
- puluwat (1,4 tys.)
- satawal (460 os.)
- sonsorol (dongosaru) (350 os.)
- tanapag (10 os.)
- tobi (hatohobei) (22 os.)
- chuuk (truk) (51 tys.)
- woleai (falalap) (1,6 tys.)
- ulithi (3 tys.)